# Przedabog
Przedabog – staropolskie imię męskie, złożone z trzech członów: Prze- ("przez" i wiele innych znaczeń), -da ("dać") i -bog ("Bóg", ale pierwotnie "los, dola, szczęście"). Prawdopodobnie imię to ma charakter wybitnie życzący i może oznaczać "niech Bóg (los) obdarzy".
Przedabog obchodzi imieniny 3 sierpnia.